# Redlham
Redlham là một đô thị thuộc huyện Vöcklabruck thuộc bang Oberösterreich, Áo. Đô thị Redlham có diện tích 8 km², dân số thời điểm năm 2006 là 1401 người.